# Бонні Беннет
Бонні Беннет (англ. Bonnie Bennet) — головний персонаж серії книг і телесеріалу «Щоденники вампіра». Роль виконує Катерина Ґрем. До роду Беннет належать могутні відьми: Кетсія та Аяна. У книгах Бонні дівчина з блідою шкірою, рудим волоссям та зеленими очима. У книгах прізвище Бонні — Маккалоу, а не Беннет. У 7 сезоні вона використовує прізвище Маккалоу, як псевдонім. Бонні є членом і останньою вцілілою відьмою родини Беннет.

## Біографія
Бонні — завзята, чуйна відьма, яка відкрила свої сили саме вчасно, щоб допомогти родині та друзям. Вона найкраща подруга з Керолайн 
Відомо, що Бонні має багато героїчних нахилів, наприклад, вона дуже співчутлива, співчутлива, корисна та дуже самовіддана (аж до мученицької смерті). Бонні неодноразово готова пожертвувати собою заради сім'ї та друзів без будь-яких вагань. Попри застереження бабусі, вона поєднала дух, експресію та темну магію, щоб воскресити Джеремі з мертвих. Попри успіх, це вбило її. 
Існуючи на Потойбіччі як привид, її дуже давній і могутній предок, Кеція, передав статус Якоря на Потойбік від Амари до Бонні, дозволяючи їй існувати по обидві сторони живих і мертвих. Однак Бонні була змушена відчувати біль кожної надприродної смерті та більше не мала доступу до потужної магії, якою вона колись володіла. Після того, як Маркос жорстоко вирвався з Потойбіччя за допомогою Мандрівників, воно почало розвалюватися. Його неприродне воскресіння вивело з рівноваги Іншу сторону, що загрожувало Бонні остаточною смертю. Попри величезні зусилля як з її боку, так і з боку її подруги, щоб врятувати Іншу сторону, вона врешті-решт розвалилася, коли Бонні та Деймон провели останні хвилини разом.  Перед знищенням вони були охоплені білим світлом.
Бонні та Деймон знову опинилися в Містик Фоллз. Проте змушені були повторювати той самий день, 10 травня 1994 року, знову і знову. Хоча Деймон зберіг свої вампірські здібності, Бонні не могла творити магію. Згодом вони дізнаються, що в цьому світі живе Кай Паркер. Коли він намагається вбити Деймона, Бонні прибула вчасно та відновила свою магію перед перспективою втрати єдиного друга. Бонні дізнається, що вона, а точніше її кров, є ключем до звільнення зі світу в'язниці за допомогою артефакту Близнюків під назвою Асцендент. Пожертвувавши собою, вона відправляє Деймона назад на рівень смертних і змушена терпіти переслідування Кая, поки не залишиться сама у світі в’язниці без своєї магії. Бонні подорожує до Нової Шотландії та отримує кальциновану кров Кеції та відновлює власну магію, звільняючись від світу в’язниці. Однак її досвід спілкування з Каєм і час у в’язниці кардинально змінює її. Вона вирішує поставити себе на перше місце, але продовжує страждати від ознак посттравматичного стресового розладу, таких як нездатність пристосуватися до інших людей. Згодом Бонні повертається до свого старого життя, але не раніше, ніж ув’язнила Кая у тюремному світі 1903 року. Однак він втікає, як і Бонні, і пов’язав її життя з життям Елейни під час весілля Аларіка та Джо. Поки Бонні була жива, Елейна була б змушена спати в чарівній комі.
З поверненням. шабашу сифонер-відьом, гібридів вампірів, Бонні та її друзі зрештою звертаються за допомогою до Збройової палати. Однак в обмін вони хочуть, щоб Бонні розпечатала сховище Збройової палати, яке магічно запечатала Люсі. Відмовившись звільнити монстра, Бонні сховалася разом із Лоренцо Сент-Джоном. Протягом трьох років між ними зав'язалися романтичні стосунки. Зрештою Енцо дізнався, що антимагічні таблетки зі Збройової палати, які допомагали Бонні ховатися від них, також отруюють її, хворобу, яку неможливо вилікувати і яка зрештою вб’є її. Райна погодилася передати своє останнє життя Бонні. Коли заклинання завершено, Рейна розповіла, що Бонні стала новою шаманською мисливицею замість неї. Після того як Деймон знищив труп останнього шамана, зв'язок Бонні з ним також обірвався, що звільнило її від обов'язків і здібностей мисливиці.
Однак її магія не повернулася, залишивши її спустошеною через втрату сил. Енцо та Деймон, захоплені монстром зі Збройової палати, Сібіл. Зрештою Бонні возз’єдналася з Енцо після того, як він був звільнений від контролю над розумом Сібіл. Однак, після його трагічної смерті від рук Стефана, Бонні випустила психічний вибух, зберігаючи дух Енцо в новоствореному вимірі. Зрештою вони зі Стефаном боролися з кадом, що призвело до того, що Стефан убив його, хоча пекло не було знищено — Кетрін стала його новою правителькою. Відпустивши Енцо, Бонні здатна відновити свою магію. Завдяки відновленню магії та підтримці багатьох її предків протягом століть їм вдалося знищити пекло та Кетрін разом із ним. Зрештою Бонні вдається вивести Елейну з чарівної коми, врятувавши їм обом життя. Сповнена рішучості виконати обіцянку Енцо, вона вирішила жити повним життям і хотіла побачити світ і насолоджуватися життям.

## Магічні здібності
1. Інтуїція: Бонні знала, де знаходяться певні предмети. Також протягом дня вона не могла викинути з голови три набори чисел. Пізніше виявилося, що ці цифри були на місці злочину, де Деймон убив футбольного тренера.
2. Ворожіння: Бонні вперше відчула цю здатність, перш ніж дізналася, що вона відьма. Ця здатність дозволяє їй психічно підключатися до подій, які відбудуться в майбутньому, які вона бачить перед собою.
3. Передчуття: ця здатність зазвичай використовується підсвідомо або уві сні як кошмар, але вони зазвичай не трапляються так часто і зазвичай досить розпливчасті. Бонні мала цю силу ще у 2010 році, коли вона змогла відчути темну енергію, яку вона визначила як «смерть», заблоковану в числах 8, 14 і 22, які вона відчула, коли вперше торкнулася Стефана, що було правдою, коли Деймон холоднокровно вбив Вільяма Таннера. Бонні відчула цю силу, коли приховувала від нього сім'ю Клауса. Їй снилося, що вона опинилася в пастці в одній із трун Клауса, і стукала, щоб вибратися, на її подив. Бонні використала це Передчуття, щоб знайти свою матір і використати її, щоб відкрити замкнену труну, оскільки вони думали, що це зброя, яка допомогла вбити Клауса.
4. Телекінез: здатність маніпулювати фізичними об’єктами лише за допомогою розуму або виклику магічних слів. Коли Бонні була «відьмою-початківцем», здавалося, що вона повністю контролювала владу, але не таку потужну, як інші відьми, оскільки вона піднімала пір’я в повітря одним помахом зап’ястка. Протягом серіалу було показано, що ця сила стає все сильнішою і сильнішою, і коли її магія перемикається на експресію, її телекінез досягає піка. Вона змогла знерухомити першонародженого Вампіра однією думкою та завдати йому надзвичайного болю, але чим сильнішою вона ставала, тим нестабільнішою ставала сила. 
5. Пірокінез: здатність створювати вогонь за допомогою розуму або виклику магічних слів. Бонні вперше використала цю здатність, коли була в трансі після того, як друг дратував її, вона спричинила спалах води, в результаті чого автомобіль загорівся. Другий раз це сталося, коли вона була одержима її предком, Емілі, через заклинання. Бонні часто використовувала воду для швидкого розпалювання пожежі, ймовірно, це було лише для того, щоб їй допомогти, оскільки на той час вона була лише «відьмою-новачком». Крім того, коли їй снився кошмар, вона підсвідомо викликала вогонь у своїй ковдрі, однак погасила його помахом руки. 
6. Аерокінез: Бонні вперше продемонструвала цю здатність самостійно, коли використала силу 100 мертвих відьом. Вона продемонструвала Джеремі свій потенціал, змусивши небо почорніти, а вітер був таким сильним, що він був схожий на ураган. 
7. Біокінез: за словами Бонні, вона з легкістю навчилася цієї здатності. Вона часто використовує цю здатність, коли протистоїть надприродним істотам, таким як вампіри чи перевертні. Протягом серіалу ця сила також зросла.

## Цікаві факти
1. «Бонні» — жіноче ім’я шотландського або шотландсько-ірландського походження, яке означає «красива», «чарівна» або «приваблива».
2. Як і багато персонажів серіалу, вона страждає від того, що її покинули батьки : її мати пішла з дому, коли їй було лише 5 років, її виховував батько, який часто був у відрядженні.
3. Будучи переходом між світами, Бонні має відчути смерть кожної надприродної істоти. І оскільки більшість цих смертей є насильницькими, процес надзвичайно болісний.
4. День народження Бонні — 5 лютого, її знак зодіаку — Водолій. Бонні на кілька місяців молодша за своїх подруг Елейну та Керолайн (Елейна народилася в червні, а Керолайн на рік раніше в жовтні).
5. Бонні розмовляє уві сні.
6. Бонні сказала Деймону, що не любить млинців. Однак під час перебування у світі в’язниці й Бонні, і Деймон щодня їли млинці.
7. Бонні є найкращою подругою Елейни, як і їхні матері Еббі (мати Бонні) і Міранда (прийомна мати Елейни).
8. Її автомобіль — металева Toyota Prius із синьою стрічкою, зареєстрована JR7-5183. Toyota Prius, на якій їздить Бонні, також є особистим автомобілем Кет Ґрем.
9. Одного разу Бонні заявила, що не вміє готувати, як і її подруга Елейна.
10. Номер будинку Бонні 2136.
11. Бонні як відьма наразі практикувала чотири типи магії: традиційну магію, магію духів, темну магію та експресію. Зараз вона практикує традиційну магію.
12. Бонні проводить 278 днів у світі в'язниці 1904 року.
13. Попри значні відмінності в характері, Деймон є одним із найкращих друзів Бонні.
14. Бонні помирала більше разів, ніж будь-яка інша відьма в «Щоденниках вампіра».